# Grob
Grob ili grobnica mjesto je u zemlji gdje se pokapa mrtvo (obično ljudsko, a ponekad i životinjsko) tijelo. Grobovi se obično nalaze na posebnim mjestima određenim za ukop, kao što su groblja.
Određene pojedinosti o grobnici, kao što je stanje tijela pronađenog u njoj i svi predmeti pronađeni s tijelom, mogu pružiti informacije arheolozima o tome kako je tijelo moglo živjeti prije smrti, uključujući vremensko razdoblje u kojem je živjelo i kulture u kojima je bio dio.
Neke religije vjeruju da se tijelo mora spaliti ili kremirati da bi duša preživjela; u drugima se potpuno raspadanje tijela smatra važnim za odmor duše.
Groblja su se obično osnivala u isto vrijeme kad i relevantno mjesto bogoslužja (koje može potjecati od 8. do 14. stoljeća) i često su ih koristile one obitelji koje si nisu mogle priuštiti da budu pokopane unutar ili ispod samog mjesta bogoslužja. U većini kultura, oni koji su bili izuzetno bogati, imali su važna zanimanja, bili su dio plemstva ili su imali neki drugi visoki društveni status obično su pokapani u pojedinačnim grobnicama unutar ili ispod relevantnog mjesta bogoslužja s imenom pokojnika, datumom smrti, te drugi navedeni biografski podaci. U Europi je to često bilo popraćeno isticanjem obiteljskog grba.

## Galerija
- Grob Ivše Lebovića na groblju sv. Andrije u Bjelovaru.
- Djelo Mirka Račkog na grobu obitelji Tarnik na Mirogoju.
- Nadgrobni spomenik na Prirovu na Visu.
- Grob Roberta i Blage Zadre na Memorijalnom groblju žrtava iz Domovinskog rata u Vukovaru.